# John Newbold
John Newbold (Jacksdale, 24 de diciembre de 1952 - Coleraine, Irlanda del Norte, 15 de mayo de 1982) fue un piloto de motociclismo británico.
Newbold nació en Jacksdale, donde sus padres abrieron una carnicería, y 
fue criado en Normanton del Sur. Comenzó a subir en motocicleta en el césped cuando tenía 15 años. Pasó de pilotar en Darley Moor en una moto prestada por John Cooper, para actuar frente a 50,000 personas en el Circuito de Silverstone.
Su mejor temporada fue en 1976 cuando terminó en el quinto lugar en el campeonato mundial de 500 cc con una Suzuki. 
Newbold ganó su única carrera de campeonato mundial en el Gran Premio de Checoslovaquia  de 1976. Fue compañero de equipo de Barry Sheene y Mick Grant con Suzuki.
Newbold ganó la North West 200 de 1978 de Irlanda del Norte. Hizo su debut en la TT Isla de Man en 1981, acabando cuarto y tercero. También en 1981, Newbold acabó en los primeras posiciones de la Transatlantic Trophy entre Gran Bretaña y Estados Unidos. Newbold falleció después de colisionar con Mick en la North West 200 de 1982 de Coleraine.

## Estadísticas
Sistema de puntuación a partir de 1969:
| Posición | 1  | 2  | 3  | 4 | 5 | 6 | 7 | 8 | 9 | 10 |
| Puntos   | 15 | 12 | 10 | 8 | 6 | 5 | 4 | 3 | 2 | 1  |

(Carreras en negrita indica pole position, carreras en cursiva indica vuelta rápida)
| Año  | Clase | Moto   | 1     | 2       | 3       | 4       | 5     | 6       | 7       | 8       | 9       | 10      | 11      | 12    | 13      | Pts | Pos  |
| ---- | ----- | ------ | ----- | ------- | ------- | ------- | ----- | ------- | ------- | ------- | ------- | ------- | ------- | ----- | ------- | --- | ---- |
| 1974 | 250cc | Yamaha |       | GER -   |         | NAT -   | IOM - | NED 17  | BEL -   | SWE -   | FIN -   | CZE -   | YUG -   | ESP - |         | 0   | -    |
| 1974 | 350cc | Yamaha | FRA - | GER -   | AUT -   | NAT -   | IOM - | NED 7   |         | SWE -   | FIN -   |         | YUG -   | ESP - |         | 4   | 40.º |
| 1975 | 350cc | Yamaha | FRA - | ESP -   | AUT -   | GER -   | NAT - | IOM -   | NED -   |         | SWE -   | FIN -   | CZE -   | YUG - |         | 0   | -    |
| 1975 | 500cc | Suzuki | FRA - |         | AUT Ret | GER 12  | NAT 7 | IOM -   | NED 4   | BEL 2   | SWE Ret | FIN -   | CZE -   | YUG - |         | 24  | 8.º  |
| 1976 | 500cc | Suzuki | FRA - | AUT -   | NAT Ret |         | IOM - | NED Ret | BEL 9   | SWE 10  | FIN 4   | CZE 1   | GER 4   |       |         | 31  | 5.º  |
| 1977 | 350cc | Yamaha | VEN - |         | GER 14  | NAT -   | ESP - | FRA 10  | YUG -   | NED Ret |         | SWE -   | FIN -   | CZE - | GBR -   | 1   | 40.º |
| 1977 | 500cc | Suzuki | VEN - | AUT -   | GER 15  | NAT 7   |       | FRA Ret |         | NED 12  | BEL Ret | SWE Ret | FIN -   | CZE - | GBR Ret | 4   | 25.º |
| 1978 | 350cc | Yamaha | VEN - |         | AUT DNQ | FRA Ret | NAT - | NED DNQ |         | SWE -   | FIN -   | GBR Ret | GER -   | CZE - | YUG -   | 0   | -    |
| 1978 | 500cc | Suzuki | VEN - | ESP Ret | AUT Ret | FRA 18  | NAT - | NED 7   | BEL Ret | SWE -   | FIN -   | GBR 8   | GER -   |       |         | 7   | 17.º |
| 1979 | 500cc | Suzuki | VEN - | AUT -   | GER -   | NAT -   | ESP - | YUG -   | NED -   | FIN -   | GBR 10  |         | FRA -   |       |         | 1   | 29.º |
| 1980 | 500cc | Suzuki | NAT - | ESP -   | FRA -   | NED -   | BEL - | FIN -   | GBR 12  | GER -   |         |         |         |       |         | 0   | -    |
| 1981 | 500cc | Suzuki |       | AUT -   | GER -   | NAT -   | FRA - |         | YUG -   | NED -   | BEL -   | RSM -   | GBR Ret | FIN - | CZE -   | 0   | -    |